# Гомельский уезд
Го́мельский уе́зд (до 1852 года — Белицкий уезд) — административная единица Могилёвской губернии Российской империи, существовавшая в 1777—1926 годах. Уездный город — Гомель (до 1852 года — Белица).

## География
Уезд занимал южную часть Могилёвской губернии. Площадь — 4719,4 кв. вёрст (около 5,2 тыс. км²).

## История
Образован 22 марта 1777 года в составе Могилёвской губернии под наименованием Белицкий уезд. До 1796 года административным центром уезда был город Белица (Старая Белица; сейчас деревня, центр Урицкого сельсовета Гомельского района Гомельской области Белоруссии).
С 1796 года административный центр уезда — город Белица (Новая Белица; сейчас часть Новобелицкого района города Гомеля).
С 25 сентября 1852 года уездным центром стал город Гомель, в связи с чем уезд был переименован в Гомельский.
С 1796 по 1802 год уезд находился в составе Белорусской губернии в связи с ликвидацией Могилёвской губернии. В 1802 году Могилёвская губерния была восстановлена.
С 1919 года Гомельский уезд стал частью созданной Гомельской губернии России. Тогда же в его состав были переданы Дудичская и Мухоедская волости Рогачёвского уезда, в 1922 году — Добрушская волость, в 1923 году — Чечерская и часть Недойской волости, одновременно в состав Рогачёвского уезда была передана часть Чеботовичской волости, а Староюрковичская волость присоединена к укрупнённой Чуровичской волости Новозыбковского уезда.
В 1926 году Гомельский уезд был передан из РСФСР в состав БССР. 8 декабря 1926 года уезд был ликвидирован, а его территория была включена в Гомельский округ.

## Население
По переписи 1897 года население уезда составляло 224 723 человек, в том числе в Гомеле — 36 775 жит.

### Национальный состав
Национальный состав по переписи 1897 года:
- белорусы — 166 471 чел. (74,1 %),
- евреи — 32 363 чел. (14,4 %),
- русские — 21 723 чел. (9,7 %),
- поляки — 2301 чел. (1,0 %),

## Административное деление
В 1913 году в уезде было 18 волостей:
| - Вылевская — с. Вылев, - Ветковская — м. Ветка, - Гомельская — г. Гомель, - Дятловичская — с. Дятловичи, - Кормянская — с. Корма, - Красно-Будская — с. Красная-Буда, - Марковичская — с. Марковичи, - Носовичская — м. Носовичи, - Поколюбичская — с. Поколюбичи, | - Покотская — д. Покоть, - Полесская — с. Полесье, - Поповская — с. Поповка, - Руденецкая — с. Руденец, - Речковская — с. Речки, - Старо-Юрковичская — с. Юрковичи, - Столбунская — с. Столбун, - Телешовская — с. Телеши, - Чеботовичская — с. Чеботовичи. |

На 1917 год в состав уезда входили 18 волостей: Ветковская, Вылевская, Гомельская, Дятловичская, Кормянская, Краснобудская, Марковичская, Носовичская, Поколюбичская, Покотская, Полесская, Поповская, Речковская, Руденецкая, Староюрковичская, Столбунская, Телешская, Чеботовичская.
В 1924 году волости были укрупнены, и их осталось 9: Ветковская, Гомельская, Добрушская, Дятловичская, Краснобудская, Носовичская, Светиловичская, Уваровичская, Чечерская.